# Zhang Yiman
Zhang Yiman (en chino: 张艺曼; 15 de enero de 1997) es una deportista china que compite en bádminton. Ganó una medalla de bronce en el Campeonato Mundial de Bádminton de 2021, en la prueba individual.

## Palmarés internacional
| Campeonato Mundial | Campeonato Mundial | Campeonato Mundial | Campeonato Mundial |
| Año                | Lugar              | Medalla            | Prueba             |
| ------------------ | ------------------ | ------------------ | ------------------ |
| 2021               | Huelva (España)    | Medalla de bronce  | Individual         |